# Liste der Gemeinden Südafrikas

Alle Gemeinden Südafrikas (Stand 2016)

Das ist eine Liste der südafrikanischen Gemeinden aus allen Gemeindekategorien (A, B, C) gemäß der Verfassung von 1996 (section 155(1)) und auf der Basis des Local Government: Municipal Structures Act (1998 und Ergänzungsvorschriften). Die Festlegung der Grenzen und die Einstufung territorialer Gemeindestrukturen werden durch das Municipal Demarcation Board vorgenommen.

## Metropolgemeinden(Übersicht)
- Buffalo City Metropolitan Municipality – East London (BUF)
- City of Cape Town Metropolitan Municipality – Kapstadt (CPT)
- City of Johannesburg Metropolitan Municipality – Johannesburg (JHB)
- City of Tshwane Metropolitan Municipality – Pretoria (TSH)
- City of Ekurhuleni Metropolitan Municipality (EKU)
- eThekwini Metropolitan Municipality – Durban (ETH)
- Mangaung Metropolitan Municipality – Bloemfontein (MAN)
- Nelson Mandela Bay Metropolitan Municipality – Gqeberha (NMA)

## Freistaat

### Xhariep–Xhariep District Municipality(DC16)
- Letsemeng – Letsemeng Local Municipality (FS161)
- Kopanong – Kopanong Local Municipality (FS162)
- Mohokare – Mohokare Local Municipality (FS163)

### Lejweleputswa–Lejweleputswa District Municipality(DC18)
- Masilonyana – Masilonyana Local Municipality (FS181)
- Tokologo – Tokologo Local Municipality (FS182)
- Tswelopele – Tswelopele Local Municipality (FS183)
- Matjhabeng – Matjhabeng Local Municipality (FS184)
- Nala – Nala Local Municipality (FS185)

### Thabo Mofutsanyana–Thabo Mofutsanyana District Municipality(DC19)
- Mantsopa – Mantsopa Local Municipality (FS173)
- Setsoto – Setsoto Local Municipality (FS191)
- Dihlabeng – Dihlabeng Local Municipality (FS192)
- Nketoana – Nketoana Local Municipality (FS193)
- Maluti-a-Phofung – Maluti-a-Phofung Local Municipality (FS194)
- Phumelela – Phumelela Local Municipality (FS195)

### Fezile Dabi–Fezile Dabi District Municipality(DC20)
- Moqhaka – Moqhaka Local Municipality (FS201)
- Ngwathe – Ngwathe Local Municipality (FS203)
- Metsimaholo – Metsimaholo Local Municipality (FS204)
- Mafube – Mafube Local Municipality (FS205)

### Metropolgemeinden – Freistaat
- Mangaung –Mangaung Metropolitan Municipality (MAN) (früher: Mangaung Local Municipality)

## Gauteng

### Sedibeng–Sedibeng District Municipality(DC42)
- Emfuleni – Emfuleni Local Municipality (GT421)
- Midvaal – Midvaal Local Municipality (GT422)
- Lesedi – Lesedi Local Municipality (GT423)

### West Rand–West Rand District Municipality(DC48)
- Mogale City – Mogale City Local Municipality (GT481)
- Merafong City – Merafong City Local Municipality (GT484) (früher: Merafong City Cross Boundary)
- Rand West City – Rand West City Local Municipality (GT485)

### Metropolgemeinden – Gauteng
- Ekurhuleni – City of Ekurhuleni Metropolitan Municipality (EKU)
- Johannesburg – City of Johannesburg Metropolitan Municipality (JHB)
- Tshwane – City of Tshwane Metropolitan Municipality (TSH)

## KwaZulu-Natal

### Ugu–Ugu District Municipality(DC21)
- UMdoni – Umdoni Local Municipality (KZN212)
- Umzumbe – Umzumbe Local Municipality (KZN213)
- uMuziwabantu – uMuziwabantu Local Municipality (KZN214)
- Ray Nkonyeni – Ray Nkonyeni Local Municipality (KZN216)

### uMgungundlovu–uMgungundlovu District Municipality(DC22)
- uMshwathi – uMshwathi Local Municipality (KZN221)
- uMngeni – uMngeni Local Municipality (KZN222)
- Mpofana – Mpofana Local Municipality (KZN223)
- Impendle – Impendle Local Municipality (KZN224)
- Msunduzi – The Msunduzi Local Municipality (KZN225)
- Mkhambathini – Mkhambathini Local Municipality (KZN226)
- Richmond – Richmond Local Municipality (KZN227)

### Uthukela–Uthukela District Municipality(DC23)
- Okhahlamba – Okhahlamba Local Municipality (KZN235)
- Inkosi Langalibalele – Inkosi Langalibalele Local Municipality (KZN237)
- Alfred Duma – Alfred Duma Local Municipality (KZN238)

### UMzinyathi–Umzinyathi District Municipality(DC24)
- Endumeni – Endumeni Local Municipality (KZN241)
- Nquthu – Nquthu Local Municipality (KZN242)
- Msinga – Msinga Local Municipality (KZN244)
- Umvoti – Umvoti Local Municipality (KZN245)

### Amajuba–Amajuba District Municipality(DC25)
- Newcastle – Newcastle Local Municipality (KZN252)
- eMadlangeni – eMadlangeni Local Municipality (KZN253) (früher: Utrecht)
- Dannhauser – Dannhauser Local Municipality (KZN254)

### Zululand–Zululand District Municipality(DC26)
- eDumbe – eDumbe Local Municipality (KZN261)
- uPhongolo – uPhongolo Local Municipality (KZN262)
- AbaQulusi – Abaqulusi Local Municipality (KZN263)
- Nongoma – Nongoma Local Municipality (KZN265)
- Ulundi – Ulundi Local Municipality (KZN266)

### UMkhanyakude–Umkhanyakude District Municipality(DC27)
- Umhlabuyalingana – Umhlabuyalingana Local Municipality (KZN271)
- Jozini – Jozini Local Municipality (KZN272)
- Mtubatuba – Mtubatuba Local Municipality (KZN275)
- Big Five Hlabisa – Big Five Hlabisa Local Municipality (KZN276)

### King Cetshwayo–King Cetshwayo District Municipality(DC28)
- uMfolozi – uMfolozi Local Municipality (KZN281)
- uMhlathuze – uMhlathuze Local Municipality (KZN282)
- uMlalazi – uMlalazi Local Municipality (KZN284)
- Mthonjaneni – Mthonjaneni Local Municipality (KZN285)
- Nkandla – Nkandla Local Municipality (KZN286)

### iLembe–iLembe District Municipality(DC29)
- Mandeni – Mandeni Local Municipality (KZN291) (früher: eNdondakusuka)
- KwaDukuza – The KwaDukuza Local Municipality (KZN292)
- Ndwedwe – Ndwedwe Local Municipality (KZN293)
- Maphumulo – Maphumulo Local Municipality (KZN294)

### Harry Gwala–Harry Gwala District Municipality(DC43)
- Greater Kokstad – Greater Kokstad Local Municipality (KZN433)
- Ubuhlebezwe – Ubuhlebezwe Local Municipality (KZN434)
- Umzimkhulu – Umzimkhulu Local Municipality (KZN435)
- Dr Nkosazana Dlamini Zuma – Dr Nkosazana Dlamini Zuma Local Municipality (KZN436)

### Metropolgemeinden – KwaZulu-Natal
- eThekwini – eThekwini Municipality Metropolitan (ETH)

## Limpopo

### Mopani–Mopani District Municipality(DC33)
- Greater Giyani – Greater Giyani Local Municipality (LIM331)
- Greater Letaba – Greater Letaba Local Municipality (LIM332)
- Greater Tzaneen – Greater Tzaneen Local Municipality (LIM333)
- Ba-Phalaborwa – Ba-Phalaborwa Local Municipality (LIM334)
- Maruleng – Maruleng Local Municipality (LIM335)

### Vhembe–Vhembe District Municipality(DC34)
- Musina – Musina Local Municipality (LIM341)
- Thulamela – Thulamela Local Municipality (LIM343)
- Makhado – Makhado Local Municipality (LIM344)
- Collins Chabane – Collins Chabane Local Municipality (LIM345)

### Capricorn–Capricorn District Municipality(DC35)
- Blouberg – Blouberg Local Municipality (LIM351)
- Molemole – Molemole Local Municipality (LIM353)
- Polokwane – Polokwane Local Municipality (LIM354)
- Lepelle-Nkumpi – Lepelle-Nkumpi Local Municipality (LIM355)

### Waterberg–Waterberg District Municipality(DC36)
- Thabazimbi – Thabazimbi Local Municipality (LIM361)
- Lephalale – Lephalale Local Municipality (LIM362)
- Bela-Bela – Bela-Bela Local Municipality (LIM366)
- Mogalakwena – Mogalakwena Local Municipality (LIM367)
- Modimolle-Mookgophong – Modimolle-Mookgophong Local Municipality (LIM368)

### Sekhukhune–Sekhukhune District Municipality(DC47)
- Ephraim Mogale – Ephraim Mogale Local Municipality (LIM471) (früher: Greater Marble Hall)
- Elias Motsoaledi – Elias Motsoaledi Local Municipality (LIM472) (früher: Greater Groblersdal)
- Makhuduthamaga – Makhuduthamaga Local Municipality (LIM473)
- Fetakgomo/Greater Tubatse – Fetakgomo/Greater Tubatse Local Municipality (LIM476)

## Mpumalanga

### Gert Sibande–Gert Sibande District Municipality(DC30)
- Albert Luthuli – Albert Luthuli Local Municipality (MP301)
- Msukaligwa – Msukaligwa Local Municipality (MP302)
- Mkhondo – Mkhondo Local Municipality (MP303)
- Pixley Ka Seme – Pixley Ka Seme Local Municipality (MP304)
- Lekwa – Local Municipality of Lekwa (MP305)
- Dipaleseng – Dipaleseng Local Municipality (MP306)
- Govan Mbeki – Govan Mbeki Local Municipality (MP307)

### Nkangala–Nkangala District Municipality(DC31)
- Victor Khanye – Victor Khanye Local Municipality (MP311) (früher: Delmas)
- Emalahleni – Emalahleni Local Municipality (MP312)
- Steve Tshwete – Steve Tshwete Local Municipality (MP313)
- Emakhazeni – Emakhazeni Local Municipality (MP314)
- Thembisile Hani – Thembisile Hani Local Municipality (MP315)
- Dr JS Moroka – Dr JS Moroka Local Municipality (MP316)

### Ehlanzeni–Ehlanzeni District Municipality(DC32)
- Thaba Chweu – Thaba Chweu Local Municipality (MP321)
- Nkomazi – Nkomazi Local Municipality (MP324)
- Bushbuckridge – Bushbuckridge Local Municipality (MP325)
- City of Mbombela – City of Mbombela Local Municipality (MP326)

## Nordkap

### Namakwa–Namakwa District Municipality(DC6)
- Richtersveld – Richtersveld Local Municipality (NC061)
- Nama Khoi – Nama Khoi Local Municipality (NC062)
- Kamiesberg – Kamiesberg Local Municipality (NC064)
- Hantam – Hantam Local Municipality (NC065)
- Karoo Hoogland – Karoo Hoogland Local Municipality (NC066)
- Khâi-Ma – Khai-Ma Local Municipality (NC067)

### Pixley Ka Seme–Pixley Ka Seme District Municipality(DC7)
- Ubuntu – Ubuntu Local Municipality (NC071)
- Umsobomvu – Umsobomvu Local Municipality (NC072)
- Emthanjeni – Emthanjeni Local Municipality (NC073)
- Kareeberg – Kareeberg Local Municipality (NC074)
- Renosterberg – Renosterberg Local Municipality (NC075)
- Thembelihle – Thembelihle Local Municipality (NC076)
- Siyathemba – Siyathemba Local Municipality (NC077)
- Siyancuma – Siyancuma Local Municipality (NC078)

### ZF Mgcawu–ZF Mgcawu District Municipality(DC8)
- Kai ǃGarib – Kai ǃGarib Local Municipality (NC082)
- ǃKheis – ǃKheis Local Municipality (NC084)
- Tsantsabane – Tsantsabane Local Municipality (NC085)
- Kgatelopele – Kgatelopele Local Municipality (NC086)
- Dawid Kruiper – Dawid Kruiper Local Municipality (NC087)

### Frances Baard–Frances Baard District Municipality(DC9)
- Sol Plaatjie – Sol Plaatjie Local Municipality (NC091)
- Dikgatlong – Dikgatlong Local Municipality (NC092)
- Magareng – Magareng Local Municipality (NC093)
- Phokwane – Phokwane Local Municipality (NC094) (früher: Phokwane Cross Boundary)

### John Taolo Gaetsewe–John Taolo Gaetsewe District Municipality(DC45)
- Joe Morolong – Joe Morolong Local Municipality (NC451) (früher: Moshaweng)
- Ga-Segonyana – Ga-Segonyana Local Municipality (NC452) (früher: Ga-Segonyana Cross Boundary)
- Gamagara – Gamagara Local Municipality (NC453)

## Nordwest

### Bojanala Platinum–Bojanala Platinum District Municipality(DC37)
- Moretele – Moretele Local Municipality (NW371)
- Madibeng – Local Municipality of Madibeng (NW372)
- Rustenburg – Rustenburg Local Municipality (NW373)
- Kgetlengrivier – Kgetlengrivier Local Municipality (NW374)
- Moses Kotane – Moses Kotane Local Municipality (NW375)

### Ngaka Modiri Molema–Ngaka Modiri Molema District Municipality(DC38)
- Ratlou – Ratlou Local Municipality (NW381)
- Tswaing – Tswaing Local Municipality (NW382)
- Mafikeng – Mahikeng Local Municipality (NW383)
- Ditsobotla – Ditsobotla Local Municipality (NW384)
- Ramotshere Moiloa – Ramotshere Moiloa Local Municipality (NW385)

### Dr Ruth Segomotsi Mompati–Dr Ruth Segomotsi Mompati District Municipality(DC39)
- Naledi – Naledi Local Municipality (NW392)
- Mamusa – Mamusa Local Municipality (NW393)
- Greater Taung – Greater Taung Local Municipality (NW394)
- Lekwa-Teemane – Lekwa-Teemane Local Municipality (NW396)
- Kagisano-Molopo – Kagisano-Molopo Local Municipality (NW397)

### Dr Kenneth Kaunda–Dr Kenneth Kaunda District Municipality(DC40)
- City of Matlosana – City of Matlosana Municipality (NW403) (früher: City Council of Klerksdorp)
- Maquassi Hills – Maquassi Hills Local Municipality (NW404)
- JB Marks – JB Marks Local Municipality (NW405)

## Ostkap

### Sarah Baartman–Sarah Baartman District Municipality(DC10)
- Dr Beyers Naudé – Dr Beyers Naudé Local Municipality (EC101)
- Blue Crane Route – Blue Crane Route Local Municipality (EC102)
- Makana – Makana Local Municipality (EC104)
- Ndlambe – Ndlambe Local Municipality (EC105)
- Sundays River Valley – Sunday’s River Valley Local Municipality (EC106)
- Kouga – Kouga Local Municipality (EC108)
- Kou-Kamma – Kou-Kamma Local Municipality (EC109)

### Amathole–Amathole District Municipality(DC12)
- Mbhashe – Mbhashe Local Municipality (EC121)
- Mnquma – Mnquma Local Municipality (EC122)
- Great Kei – Great Kei Local Municipality (EC123)
- Amahlathi – Amahlathi Local Municipality (EC124)
- Ngqushwa – Ngqushwa Local Municipality (EC126)
- Raymond Mhlaba – Raymond Mhlaba Local Municipality (EC129)

### Chris Hani–Chris Hani District Municipality(DC13)
- Inxuba Yethemba – Inxuba Yethemba Local Municipality (EC131)
- Intsika Yethu – Intsika Local Municipality (EC135)
- Emalahleni – Emalahleni Local Municipality (EC136)
- Engcobo – Engcobo Local Municipality (EC137)
- Sakhisizwe – Sakhisizwe Local Municipality (EC138)
- Enoch Mgijima – Enoch Mgijima Local Municipality (EC139)

### Joe Gqabi–Joe Gqabi District Municipality(DC14)
- Elundini – Elundini Local Municipality (EC141)
- Senqu – Senqu Local Municipality (EC142)
- Walter Sisulu – Walter Sisulu Local Municipality (EC145)

### OR Tambo–OR Tambo District Municipality(DC15)
- Ingquza Hill – Ingquza Hill Local Municipality (EC153) (früher: Qaukeni bzw. Ngquza Hill)
- Port St. Johns – Port St. Johns Local Municipality (EC154)
- Nyandeni – Nyandeni Local Municipality (EC155)
- Mhlontlo – Mhlontlo Local Municipality (EC156)
- King Sabata Dalindyebo – King Sabata Dalindyebo Local Municipality (EC157)

### Alfred Nzo–Alfred Nzo District Municipality(DC44)
- Winnie Madikizela-Mandela – Winnie Madikizela-Mandela Local Municipality (EC443) (ehemals Mbizana)
- Ntabankulu – Ntabankulu Local Municipality (EC444)
- Matatiele – Matatiele Local Municipality (EC441)
- Umzimvubu – Umzimvubu Local Municipality (EC442)

### Metropolgemeinden – Ostkap
- Buffalo City – Buffalo City Metropolitan Municipality (BUF) (früher: Buffalo City Local Municipality)
- Nelson Mandela Bay – Nelson Mandela Bay Metropolitan Municipality (NMA)

## Westkap

### West Coast–West Coast District Municipality(DC1)
- Matzikama – Matzikama Local Municipality (WC011)
- Cederberg – Cederberg Local Municipality (WC012)
- Bergrivier – Bergrivier Local Municipality (WC013)
- Saldanha Bay – Saldanha Bay Local Municipality (WC014)
- Swartland – Swartland Local Municipality (WC015)

### Cape Winelands–Cape Winelands District Municipality(DC2)
- Witzenberg – Witzenberg Local Municipality (WC022)
- Drakenstein – Drakenstein Local Municipality (WC023)
- Stellenbosch – Stellenbosch Local Municipality (WC024)
- Breede Valley – Breede Valley Local Municipality (WC025)
- Langeberg – Langeberg Local Municipality (WC026)

### Overberg–Overberg District Municipality(DC3)
- Theewaterskloof – Theewaterskloof Local Municipality (WC031)
- Overstrand – Overstrand Local Municipality (WC032)
- Cape Agulhas – Cape Agulhas Local Municipality (WC033)
- Swellendam – Swellendam Local Municipality (WC034)

### Garden Route–Garden Route District Municipality(DC4)
- Kannaland – Kannaland Local Municipality (WC041)
- Hessequa – Hessequa Local Municipality (WC042)
- Mossel Bay – Mossel Bay Local Municipality (WC043)
- George – George Local Municipality (WC044)
- Oudtshoorn – Oudtshoorn Local Municipality (WC045)
- Bitou – Bitou Local Municipality (WC047)
- Knysna – Knysna Local Municipality (WC048)

### Central Karoo–Central Karoo District Municipality(DC5)
- Laingsburg – Laingsburg Local Municipality (WC051)
- Prince Albert – Prince Albert Local Municipality (WC052)
- Beaufort West – Beaufort West Local Municipality (WC053)

### Metropolgemeinden – Westkap
- Kapstadt – City of Cape Town Metropolitan Municipality (CPT)